# A.J. Kazinski
A.J. Kazinski er et pseudonym for forfatterparret Anders Rønnow Klarlund og Jacob Weinreich.
Under pseudonymet har de to forfattere udgivet 7 romaner, som er blevet udgivet i 26 andre lande, inklusiv Tyskland, England, USA og Frankrig. Alene i Danmark har forfatterparret solgt over 400.000 bøger under pseudonymet.
Kazinskis debutroman Den sidste gode mand følger den Københavnske politimand Niels Bentzon. Den sidste gode mand blev udgivet i 2010 og modtog Det Danske Kriminalakademis debutantdiplom 2011 og den franske krimipris, Prix Relay, i 2011.[kilde mangler] Efterfølgende er der blevet udgivet fire yderligere romaner i serien om Niels Bentzon, henholdsvis Søvnen og døden (2012), Den genfødte morder (2015), Drømmetyderens død (2016) og Miraklernes nat (2017).
Udover krimiserien om Niels Bentzon har A.J. Kazinski udgivet to fritstående bøger. En Hellig Alliance (2013) og Forfølgerne (2014).
I 2018 udviklede A.J. Kazinski radiodramaet Det 4. Rige til Danmarks Radio.
Kazinski blev udgivet på Politikens Forlag, men per 2018 driver de to forfattere Klarlund og Weinreich sit eget Forlaget Kazinski, der de også udgiver bøger under pseudonymet Anna Ekberg.